# Krishna Istha
Krishna Istha es una persona que se dedica a la comedia y la escritura, y artista de performance. Ha actuado en Reino Unido, Alemania, Australia y Estados Unidos. Ha sido guionista de series de televisión, entre las que se cuenta Sex Education.

## Biografía
De ascendencia india, Istha es una persona originaria de Bangalore. Creció en Sídney, y residen en Londres. Es una persona de género no binario y transmasculino, y utiliza el pronombre neutro inglés they.
Istha se interesó por primera vez por el stand-up comedy tras ver las actuaciones de Zoë Coombs Marr y Hannah Gadsby. Esta experiencia amplió su perspectiva sobre el potencial del medio y su inclusividad. Istha recuerda haber tenido una personalidad «traviesa» de joven, y a menudo hacía números para hacer reír a los demás.

### Carrera
Desde 2013, Krishna Istha ha formado parte de diversos proyectos artísticos en teatro, ópera, comedia y artes escénicas.
El primer espectáculo en solitario de Istha, Beast, dirigido por Zoë Coombs Marr, es un monólogo de comedia en el que reflexiona sobre su experiencia siendo una persona transgénero. También ha sido parte de Fck Fabulous*, un programa de variedades de Yana Alana y ha colaborado en una obra de teatro con Travis Alabanza y Emma Frankland para una compañía de teatro de jóvenes trans.
En 2017, Istha ayudó a crear el capítulo australiano del Cocoa Butter Club junto con Dani Boi. Esta noche de cabaret y espectáculos muestra y conmemora a artistas indígenas y no caucásicos durante eventos que tienen lugar trimestralmente en el teatro Melba Spiegeltent de Melbourne. El Cocoa Butter Club Australia también organizó un espectáculo que agotó todas sus entradas en el Arts Centre Melbourne como parte del Midsumma Festival en 2018.
En 2020, Istha recibió una beca de Artsadmin para apoyar su trabajo artístico. Al año siguiente fue una de las personas finalistas del concurso Screenshot para escritores y artistas de comedia.
Istha participó en la redacción del guion de la temporada 4 de la serie de Netflix Sex Education, que se estrenó en 2023. Ese mismo año, obtuvo una subvención del Arts Council England para la producción de su espectáculo First Trimester, presentado en el Battersea Arts Center en noviembre. Mediante su actuación, exploró el camino a tomar para poder formar una familia como persona transmasculina con su pareja. El programa presentó entrevistas íntimas en vivo entre Istha y las personas participantes, en busca de una persona donante de esperma adecuada, centrándose en rasgos que van más allá de los genéticos. Tras una gira internacional, el espectáculo fue nominado al Premio OFFIE 2024 a la categoría IDEA PRODUCTION: Experimental Theatre. El argumento de First Trimester también es el tema principal del cortometraje documental Sperm Donors Wanted!, dirigido por Logan Rea, con la ayuda del Fondo de Financiación de Talento para Documentales de Netflix. Istha también fue una de las personas que participaron en el especial de humor Hannah Gadsby’s Gender Agenda.
En marzo de 2024, Istha apareció en un especial de comedia de Netflix, Gender Agenda, presentado por Hannah Gadsby y en el que también participaron los comediantes genderqueer Alok, Chloe Petts, DeAnne Smith, Jes Tom, Asha Ward y Mx. Dalia Bella.

## Filmografía

### Televisión
- Hannah Gadsby’s Gender Agenda (2024, participación)
- Sex Education (2024, guionista)

## Teatro
- First Trimester (2023)

## Premios y nominaciones
- Nominación al Premio OFFIE 2024 a la categoría IDEA PRODUCTION: Experimental Theatre por First Trimester.